# 삼덕항
삼덕항은 경상남도 통영시 산양읍 삼덕리에 있는 어항이다. 1991년 1월 1일 국가어항으로 지정되었다. 관리청은 해양수산부 동해어업관리단, 시설관리자는 통영시장이다. 1993년 기본시설에 대한 계획을 수립했다.

## 어항구역
본 항의 어항구역은 다음과 같다.
- 수역[2]
  - 서머리 돌단부에서 남측으로 50m 되는 지점에서 정서 육지부와 연결하는 선을 따라 형성된 공유수면
- 육역[3]
  - 경상남도 통영시 산양읍 삼덕리 372-10 외 13필지(상세내역은 생략)

## 어항 시설
동방파제 205m(외단 등대), 서방파제 130m(양끝단 등대)와 물양장 645m, 선양장 30m가 축조되어 있으며, 부잔교 4기가 있다.

## 특색
- 다도해의 낙조를 감상하기 가장 좋은 곳 삼덕항은 매물도, 국도, 좌사리 등의 욕지권 바깥까지 출항이 가능해 낚시 어선들이 많으며, 특히 참돔의 입질이 좋은 낚시터가 많다. 항 부근에 있는 신양 관광도로는 푸른 바다의 경치도 감상하고 해질녘 낙조의 아름다움을 느끼기에 더 없이 좋은 곳이다.[4]

## 논란
- 일제 강점기 때 붙여진 이름인 삼포항을 통영시가 일방적으로 채택했다며 주민들은 당포항으로 되돌릴 것을 요구하고 있다. 실제로 이 항구 근처에 당포성이 위치해 있다[5].